# الهجوم على جنوب أبين (2016)

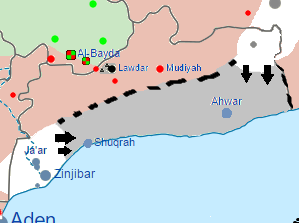
تظهر الأراضي التي استولى عليها تنظيم القاعدة في جزيرة العرب خلال الهجوم باللون الرمادي الداكن وتحيط بها خطوط سوداء.

الهجوم على جنوب أبين إشارة إلى هجوم شنه تنظيم القاعدة في جزيرة العرب في أواخر فبراير وانتهى بانتصار تنظيم القاعدة في جزيرة العرب وطرد مقاتلي القبائل اليمنيين الموالين للرئيس عبد ربه منصور هادي من محافظة أبين.

## الهجوم
بدأ تنظيم القاعدة في جزيرة العرب يأخذ أجزاء من المناطق المتبقية الأخرى في جنوب أبين منذ بداية فبراير عندما دخل أهوار وبلدات أخرى. بدأ الهجوم الرئيسي في فجر 20 فبراير حيث استولى تنظيم القاعدة في جزيرة العرب أولا أهوار ثم شقرا في قتال ليوم واحد مما أدى إلى وفاة 3 من موالي هادي. في نفس اليوم أيضا هاجم تنظيم القاعدة في جزيرة العرب القاعدة الجديدة لحكومة هادي في مدينة عدن الساحلية مما أسفر عن مقتل أحد الزعماء القبليين وأحد حراسه الشخصيين. بعد أن هجر المقاتلين القبليين جنوب أبين وتوجهوا نحو الشمال وضع تنظيم القاعدة في جزيرة العرب أعلامه على مبنى الحكومة وأنشأ محكمة شرعية وإمارة يقودها توفيق بليدي شقيق أبو حمزة الزنجباري الذي قتل في غارة جوية بدون طيار أمريكية في 3 فبراير.

## الأهمية الاستراتيجية
تقع جنوب أبين في منطقة ذات أهمية إستراتيجية كبيرة لتنظيم القاعدة في جزيرة العرب بسبب ارتباطها الجغرافي مع مدينة المكلا الساحلية مقر تنظيم القاعدة في جزيرة العرب. استولى تنظيم القاعدة في جزيرة العرب على المكلا في صيف عام 2015 وهو أول انتصار كبير لتنظيم القاعدة في جزيرة العرب منذ بداية الحرب.

## فيما بعد
في 8 أبريل 2016 اعتقل جنود من تنظيم القاعدة في جزيرة العرب أكثر من 35 جنديا حكوميا يمنيا في أهوار. أعدم 17 شخصا أو أكثر من 20 منهم بإطلاق النار على الفريق بينما أصيب الآخرون ولكنهم لا يزالون على قيد الحياة ويعتقد آخرون أنهم هربوا من أهوار. كان الجنود يسافرون من عدن إلى محافظة المهرة عبر أهوار وأثناء تمرير الشعر في أهوار تعرضوا لكمين. بعد يوم واحد في 9 أبريل نفى تنظيم القاعدة في جزيرة العرب أن مقاتليه أعدموا الجنود وألقوا باللوم على مقاتل مسلح محلي يدعى علي عقيل. قال البيان: «دخلنا إلى أهوار قبل شهرين لمطاردة هذا الشخص الفاسد وعصابته».